# 塔替尼广场

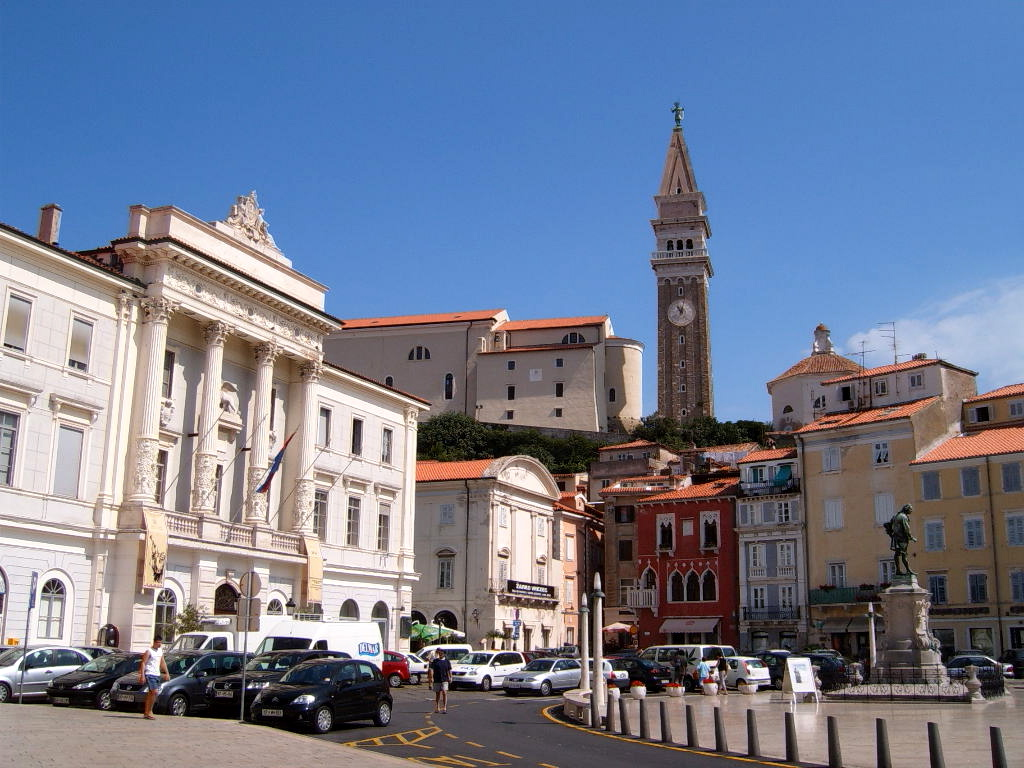
塔替尼广场

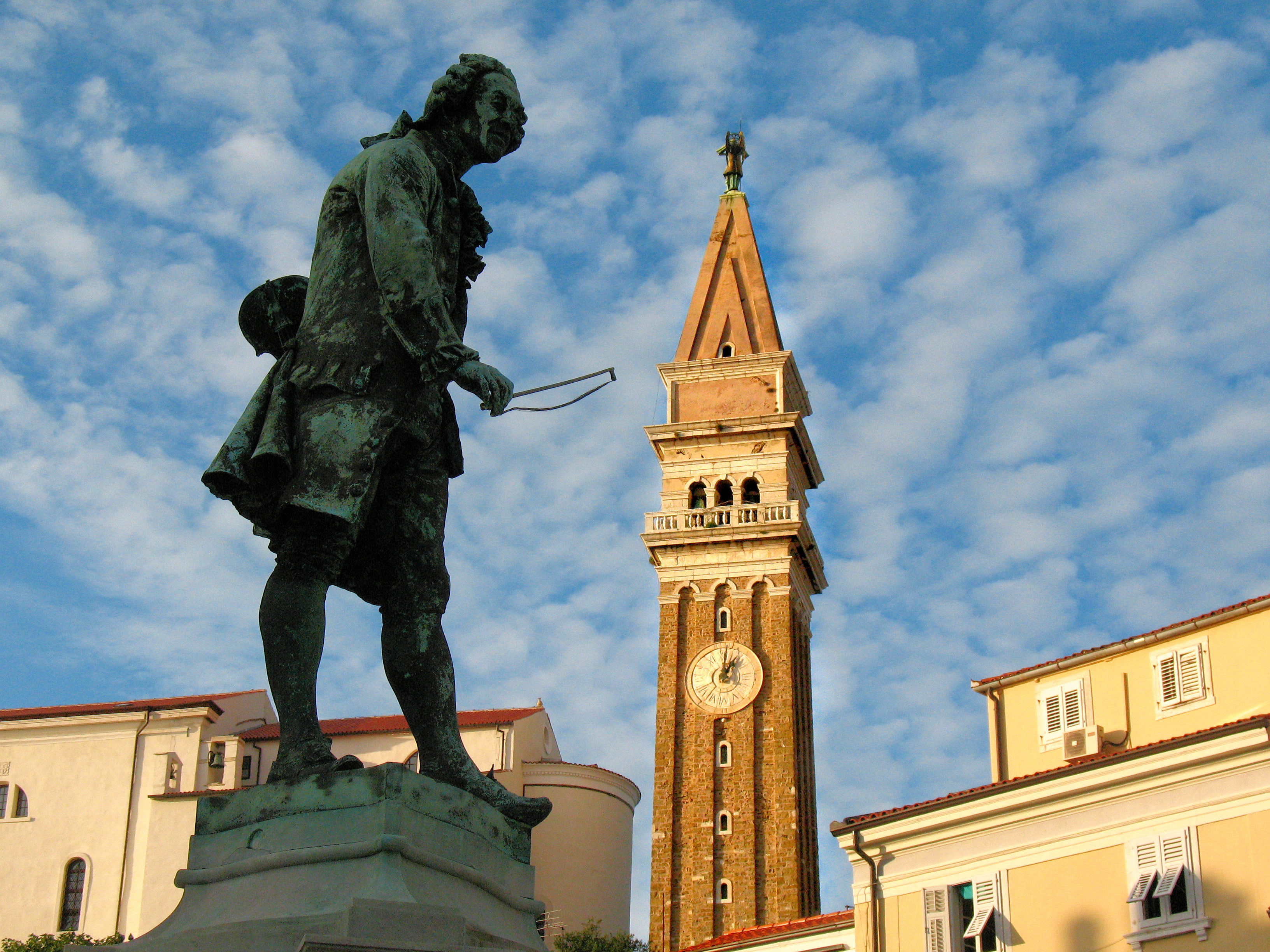
塔替尼纪念碑

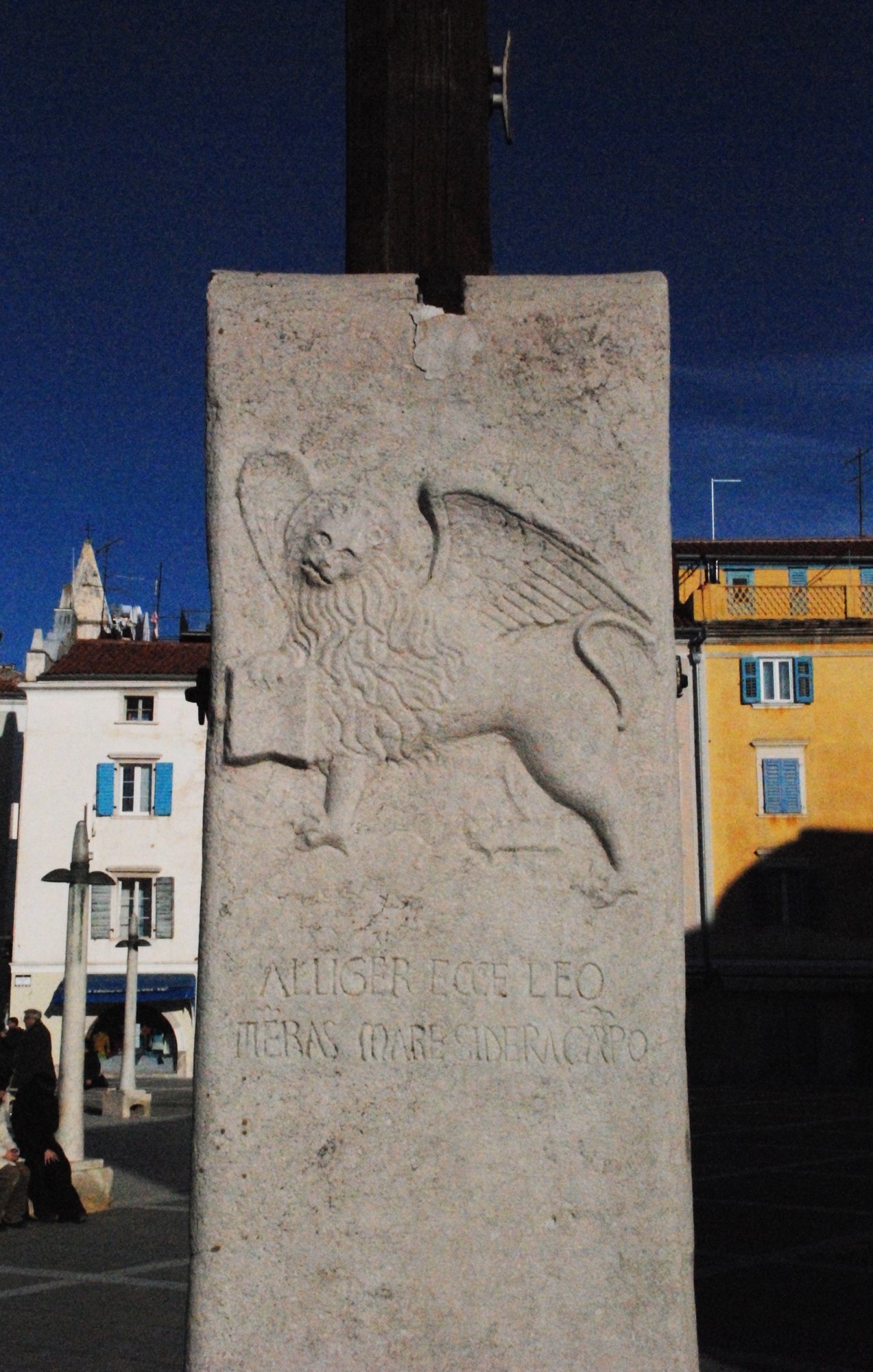
攫取领土的带翼之狮，海洋之星

塔替尼广场（Tartinijev trg）是斯洛文尼亚城市皮兰的中心和最大的广场，得名于著名的小提琴家和作曲家塔替尼。 

## 历史
这个广场曾经是渔船停泊的内港，位于城墙以外。早在中世纪，广场周围就已经环绕着主要城市宫殿和富裕市民的房屋。
这个广场现在的形象形成于19世纪下半叶。1894年，出于卫生原因，填埋了气味难闻的肮脏港口，广场周围周围兴建所有主要机构的建筑物，只有哥特式的威尼斯房屋保持了原样。圣伯多禄教堂在1818年重建。这项工作委托给建筑师彼得·诺维莱。新文艺复兴风格的市政厅，兴建于1877年 - 1879年，规划和建设者是的里雅斯特建筑师乔万尼·里盖蒂。朱塞佩和诺尔迪奥于1885年 - 1891年在广场西边建造了新宫。 

## 塔替尼纪念碑
1892年，塔替尼诞生200周年时，皮兰人希望为他建立纪念碑，工程略有推迟，到1896年，与大师真人一样大小的铜像才安放到基座上。纪念碑是威尼斯雕塑家安东尼的作品。 

## 建筑
- 塔替尼诞生的房屋
- 圣伯多禄教堂 （Cerkev svetega Petra）
- 威尼斯房屋
- 市政厅
- 宫殿（Sodna palača）